# Jérôme Kerviel
Jérôme Kerviel es un operador financiero francés que en enero de 2008 causó la pérdida de 4900 millones de euros debido a actividades fraudulentas. Kerviel, de nacionalidad francesa nació el 11 de enero de 1977 y fue administrador de operaciones financieras, graduado en la Universidad de Lyon. Trabajaba en la Société Générale en París, uno de los bancos más prestigiosos de Francia (el segundo en importancia) y uno de los más grandes de Europa, y en donde protagoniza dicho desajuste financiero.

## Educación
Jérôme Kerviel se graduó en 2000 con un máster en Administración Financiera de la Universidad de Lyon y es descrito como uno de los "alumnos más brillantes" por una antigua compañera, Gisèle Reynaud.

## Carrera como operador financiero
Kerviel trabajaba en el equipo de trading del banco Delta One en París. La Société Générale del Delta One incluye el programa de práctica, intercambio de fondos, permuta financiera, codificación y comercio cuantitativo. Kerviel ingresó en el banco durante el verano de 2000 y obtenía un salario combinado con bonos que le aportaban menos de 100 mil euros anuales fijos, cifra en realidad baja en comparación con la escala salarial financiera. Sin embargo, las bonificaciones anuales gracias a su trabajo podrían incluso quintuplicar su salario. No existe constancia de enriquecimiento ilícito por parte de Kerviel, quien en realidad era tan solo un trader como lo señala Jean-Pierre Mustier, director de la banca de inversión en SG.

## El fraude
Durante el 2007 llevó a cabo operaciones erróneas que pasaron desapercibidas en el seno del banco gracias a sus conocimientos del sistema informático del mismo (en el que había trabajado previamente).
Sus superiores descubrieron que los descalabros financieros se relacionaban con su persona el 19 de enero de 2008 y esto coincidió con la "Crisis bursátil de enero de 2008". Según Daniel Bouton, expresidente del banco, el fraude Kerviel fue en realidad muy sofisticado. En práctica, Kerviel apostó una suma extraordinaria a que ciertas acciones subirían o bajarían y "perdió la apuesta". Cuando el banco se dio cuenta de las operaciones e intentó deshacerlas, ya estaba en medio de la crisis financiera que afectaba la globalidad de los mercados internacionales y perdió 4900 millones de euros. Según explicó Bouton, Kerviel utilizó un complejo sistema para ocultar sus operaciones bajo falsas transacciones y gracias a su conocimiento del sistema del banco el cual lo consideraba uno de sus mejores empleados.
El abogado de Jérôme Kerviel dijo que éste se encontraba en París, dispuesto a responder por sus actos, y negó informes iniciales publicados por Le Figaro que aseguraban que estaba fugitivo. Sorprendentemente, Bouton, el presidente de la SG, confesó en una rueda de prensa seguida por otros bancos europeos y por los medios internacionales realizada en París el 24 de enero de 2008, que dejó ir a Kerviel después de interrogarlo porque estaba más preocupado por detener el desastroso efecto financiero.

## Consecuencias
Kerviel declaró que si tan sólo la SG le hubiese permitido llevar a cabo un último movimiento financiero antes de suspender sus actividades, el desastre hubiese podido ser evitado. Cuando se le indagó por el tipo de movimiento, respondió que una "corta SG", pero no aclaró a qué se refería en concreto. Por otro lado, defiende su inocencia y quiere trabajar con Goldman Sachs en cuanto todo este asunto esté aclarado.
El 21 de enero de 2008, los mercados europeos sufrieron pérdidas de alrededor el 6% ocasionadas por el temor a la posible recesión en Estados Unidos. Con el propósito de limitar las pérdidas a las que estaba expuesto el banco,' 'Société Générale intentó cerrar las posiciones creadas por Kerviel, generando un costo aproximado para SG de 4,900 millones de euros.
Kerviel no obtuvo ganancias directas por sus operaciones fraudulentas y según Bouton el "hacker" financiero actuó movido por sus errores.